# La saison des hommes
La saison des hommes (en árabe: موسم الرجال, translit. Maussim al-rijal) es una película dramática del año 2000 coproducida entre Túnez y Francia, dirigida por Moufida Tlatli. Fue exhibida en la sección Un Certain Regard en el Festival de Cine de Cannes de 2000. El título hace referencia al mes del año en que los esposos de las mujeres acuden a la isla de Yerba.

## Sinopsis
Aïcha, una joven de 18 años de la isla de Yerba, está casada con Said, que trabaja en Túnez durante gran parte del año. Antes de poder reunirse con él en Túnez, Said le pide que le conceda un hijo. En la isla de Yerba, Aïcha vive bajo el dominio de su suegra, con otras pocas esposas, mientras sus maridos trabajan en otros lugares.
Aïcha termina dando a luz a un hijo y se le permite trasladarse a Túnez con su marido. Sin embargo, su hijo Aziz tiene problemas de desarrollo y es probablemente autista, generando el rechazo de Saïd. Aïcha regresa a Yerba, esta vez con su hijo Aziz y sus dos hijas adultas. La película utiliza amplios flashbacks entre Aïcha y sus hijas pequeñas que vivían en Yerba antes del nacimiento de Aziz y luego escenas en el presente, donde Aziz tiene unos ocho años, justo antes de volver a la isla. La cinta termina con Aïcha y Aziz trabajando juntos en el telar, haciendo tapices que Aïcha se encarga de vender.

## Reparto
- Rabia Ben Abdallah es Aicha
- Sabah Bouzouita es Zeineb
- Ghalia Benali es Meriem
- Hend Sabri es Emna
- Ezzedine Gannoun es Said
- Mouna Noureddine es la matriarca
- Azza Baaziz es Meriem niña
- Lilia Falkat es Emna niña
- Adel Hergal es Aziz
- Houyem Rassaa es Zohra
- Kaouther Bel Haj Ali es Fatma
- Néjib Belkadhi es Sami
- Jamal Madani es Younes
- Sadok Boutouria es Am Ali
- Zakia Ben Ayed es Regaya
- Wajiha Jendoubi es Salwa

Fuente: